# الشتات الصومالي
في الشتات الصومالي(بالصومالية: Qurba Joogta Soomaliyeed) يشير إلى المغتربين الصوماليين الذين يقيمون في مناطق العالم التي لم تكن عادة مأهولة من قبل مجموعة عرقية. فإن الحرب الأهلية في الصومال زيادة كبيرة في حجم الصومالية في الشتات، كما أن العديد من صوماليون انتقلت من أكبر الصومال أساسا إلى الشرق الأوسط، أوروبا وأمريكا الشمالية.

## التوزيع العالمي
توزيع الصوماليين في الخارج غير مؤكد ، ويرجع ذلك في المقام الأول إلى الخلط بين عدد من العرقية الصوماليين عدد من الصومال المواطنين. في حين أن الأخيرة المهاجرين الصوماليين في الشتات هاجر كما اللاجئين و طالبي اللجوء ، لأن العديد من الحصول عليها إما على الإقامة الدائمة أو الجنسية. في المجموع ، العرقية الصومالية المهاجرين الدوليين يشمل ما يقدر 1,010,000 الأفراد مع حوالي 300,000 نسمة في شرق وجنوب أفريقيا ، 250000 في أمريكا الشمالية ، 250,000 في أوروبا ، 200,000 في الشرق الأوسط ، و 10000 في أوقيانوسيا.
وعلى سبيل المقارنة ، فإن عدد اللاجئين من الصومال المسجلين مع المفوضية حول 975,951 الأشخاص. غالبية هؤلاء الأفراد المسجلين في كينيا (413,170), اليمن (253,876) و إثيوبيا (250,988). ووفقا الوكالة الأمريكية للتنمية الدولية ، فإن معظم النازحين في هذه المناطق المجاورة هي البانتو والأقليات الأخرى. مثل هذه الجماعات التي هي خارج نطاق هذا المقال على العرقية الصومالية في الشتات.

## أوروبا
في حين توزيع الصوماليين في بلد في أوروبا من الصعب قياس منذ الجالية الصومالية في القارة نمت بسرعة في السنوات الأخيرة ، هناك قدر كبير من الجاليات الصومالية في المملكة المتحدة: 190,000; السويد: 60,623 (2015); في هولندا: 52,432 (2014); النرويج: 36,658 (2014); الدنمارك: 18,645 (2014); و فنلندا: 16,721 (2014).

### المملكة المتحدة

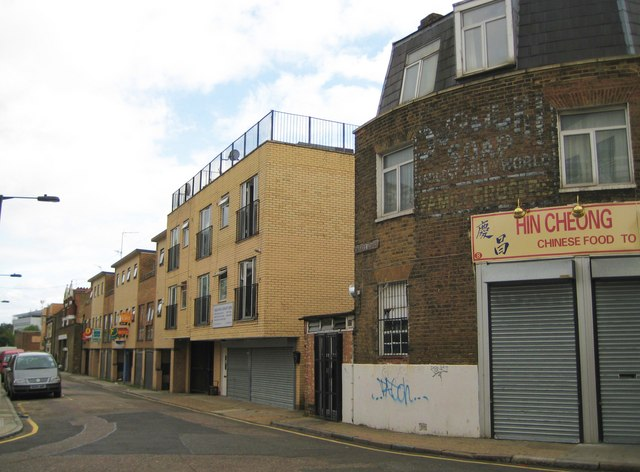
على الجالية الصومالية في لندن's East End (الأصفر مبنى من الطوب في الوسط).

على الرغم من أن معظم الصوماليين في المملكة المتحدة في الآونة الأخيرة الوافدين ، أول الصوماليين للتوصل إلى البحارة و التجار الذين استقروا في المدن الساحلية في أواخر القرن ال19. وبحلول عام 2001 ، التعداد السكاني في المملكة المتحدة ذكرت 43,532 الصومالية المولد السكان ،  جعل الجالية الصومالية في بريطانيا أكبر الصوماليين المغتربين السكان في أوروبا. مسؤول 2010 تقديرات تشير إلى أن 108,000 الصوماليين يعيشون في المملكة المتحدة ،  مع الجالية الصومالية المنظمات وضع الرقم في 90,000 نسمة.
أنشأت المجتمعات الصومالية في لندن، برمنجهام، ليفربول، كارديف وبريستولو الأحدث منها قد شكلت في مانشستر، شيفيلد وليستر. الشعب الصومالي في لندن وحدها ما يقرب من 78% من بريطانيا الصوماليين المقيمين. هناك أيضا بعض الثانوي هجرة الصوماليين إلى المملكة المتحدة من هولندا والسويد والدنمارك.

### فنلندا
الصوماليين هي واحدة من أكبر الأقليات العرقية في فنلندا ، أكبر مجموعة من الناس من أصل غير أوروبي. في عام 2009 كان هناك 5,570 المواطنين الصوماليين ، ولكن عدد متساو قد حصل على الجنسية الفنلندية. في عام 2014 كانت هناك 16,721 الصومالية المتكلمين في فنلندا. حسب صحيفة فنلندية هلسينجين سانوماتعدد الصومالية الناطقة الناس في فنلندا في عام 2010 ارتفع بنسبة 10% في السنة.

### هولندا
من عام 1989 إلى عام 1998 هولندا كان الثاني الأكثر شيوعا من وجهة أوروبية الصوماليين المهاجرين إلا قليلا وراء المملكة المتحدة أكثر من ضعف مجموع المقبل- الأكثر شيوعا الوجهة ، الدنمارك. ومع ذلك ، ما بين 2000 و 2005 كان هناك تدفق كبير من الصوماليين من هولندا إلى المملكة المتحدة بشكل غير رسمي من المقدر أن تكون كبيرة بقدر 20,000 شخص.

## أمريكا الشمالية

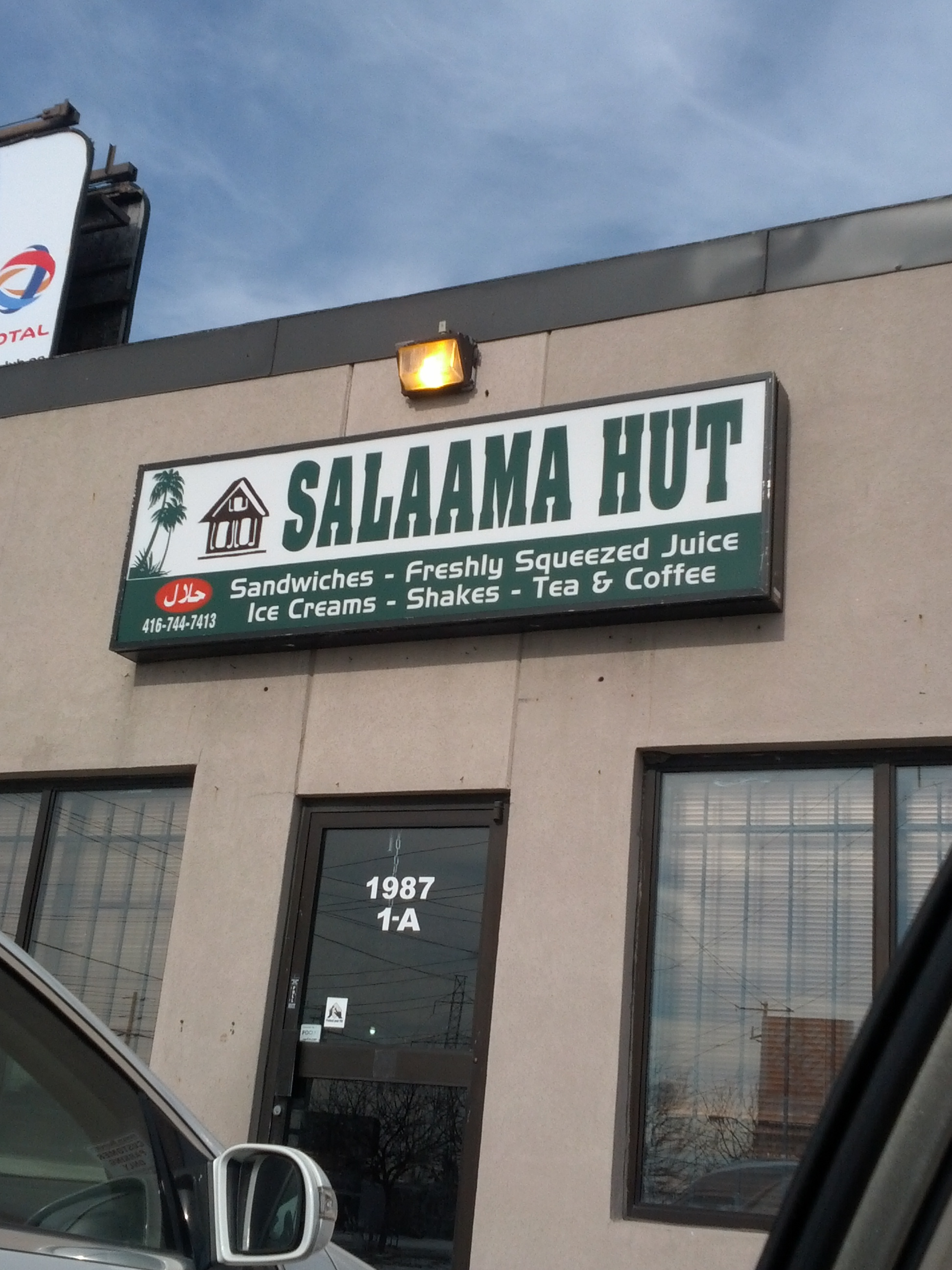
Salaama هت مطعم في الصومال قطاع مراكز التسوق في تورونتو.

### الولايات المتحدة
أول الصوماليين الأمريكيين وصلوا إلى الولايات المتحدة في 1940s. كانوا في المقام الأول البحارة و نيويورك كانت وجهتهم. في أواخر 1970s ، أكثر الصوماليين المهاجرين تليها. حتى 1990s عندما اندلعت الحرب الأهلية في الصومال لم تكن الغالبية العظمى من الصوماليين يأتون إلى الولايات المتحدة.
أثقل تجمعات في المدن التوأم (مينيابوليس والقديس بولس) ، تليها أتلانتا، جورجيا; كولومبوس ، أوهايو; واشنطن العاصمة; مدينة نيويورك; بوفالو ، نيويورك; سياتل; مدينة كانساس; سان دييغو; لويستون بولاية مين; سان فرانسيسكو وشيلبيفيل , تينيسي مناطق المترو.
اعتبارا من عام 2004 ما يقدر بنحو 25,000 صومالي يعيش في الولايات المتحدة الأمريكية في ولاية مينيسوتا ، مع المدن التوأم موطن أكبر عدد من السكان الصوماليين في أمريكا الشمالية. في مدينة مينيابوليس ، هناك المئات من الصوماليين-بالشركات. الملونة الأكشاك داخل العديد من مراكز التسوق نقدم كل شيء من حلال اللحم ، أنيقة الأحذية الجلدية ، لأحدث صيحات الموضة للرجال والنساء ، وكذلك الذهب والمجوهرات ، تحويل الأموال أو الحوالة على المكاتب, لافتات إعلانية لأحدث الأفلام الصومالية, محلات الفيديو مجهز بالكامل مع الحنين أغاني الحب لا توجد في صلب محلات السوبر ماركت والبقالة ومحلات تجارية.

### كندا
كندا تستضيف واحدة من أكبر الصومالية السكان في العالم الغربي ، 2011 الدراسة الاستقصائية الوطنية للأسر المعيشية المشمولة بالتقرير 44,995 الناس مدعيا الصومالية النسب ،  وإن كان غير رسمي تقدير مكان الرقم يصل إلى 150,000 نسمة. الصوماليين تميل إلى أن تتركز في الجزء الجنوبي من مقاطعة أونتاريو ، وخاصة أوتاوا وتورونتو المناطق. على ألبرتا مدينتي كالغاري وإدمونتون شهدت أيضا زيادة كبيرة في كل المجتمعات الصومالية على مدى السنوات الخمس الماضية. وبالإضافة إلى ذلك, حي ريكسديل (Rexdale ) في تورونتو واحدة من أكبر الصومالية السكان في البلاد. إحصاءات كندا تعداد 2006 صفوف الشعب الصومالي النسب كما 69 أكبر مجموعة عرقية في كندا.

## الشرق الأوسط

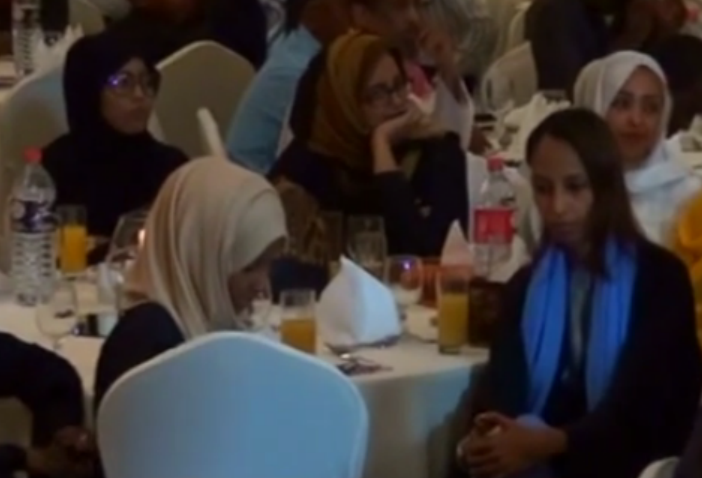
المرأة الصومالية في وظيفة سياسية في دبي، الإمارات العربية المتحدة.

هناك عدد لا بأس به الجالية الصومالية في دولة الإمارات العربية المتحدة. الصومالية الشركات المملوكة خط شوارع ديرة، دبي وسط المدينة ،  مع الإيرانيين تصدير المزيد من المنتجات من المدينة. مقاهي الإنترنت، الفنادق، المقاهي، المطاعم والاستيراد والتصدير والشركات دليلا على الصوماليين' روح المبادرة. النجم الأفريقي الهواء هي أيضا واحدة من ثلاث الصومالية التي تملكها شركات الطيران التي مقرها في دبي.
العلاقات بين العصر الحديث أراضي الصومال و اليمن تمتد إلى العصور القديمة. عدد من العشائر الصومالية تتبع أصل إلى هذه المنطقة الأخيرة. خلال الفترة الاستعمارية ، الساخطين اليمنيين من الحضرميين من الحروب سعى وحصل على اللجوء في مختلف المدن الصومالية. اليمن بدوره دون قيد أو شرط فتحت حدودها أمام المواطنين الصوماليين في أعقاب اندلاع الحرب الأهلية في الصومال في أوائل 1990s. في عام 2015 ، بعد السعودية-أدى التدخل العسكري في اليمن العديد من العائدين الصوماليين المغتربين فضلاً عن مختلف الرعايا الأجانب بدأت الهجرة من اليمن إلى شمال الصومال.

## أفريقيا

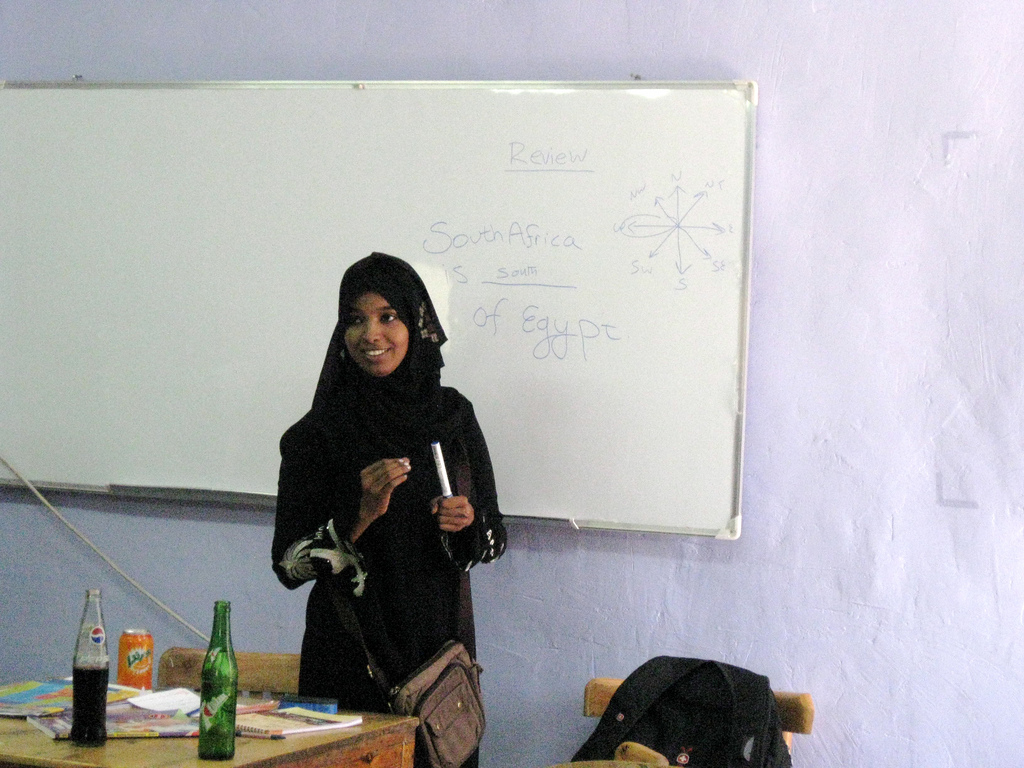
أ الصومالية طالب في المدرسة الثانوية في القاهرة، مصر.

إلى جانب المجالات التقليدية الاستيطان في أكبر الصومال (الصومال، جيبوتي، أوغادين المنطقة من إثيوبيا ، المقاطعة الشمالية الشرقية من كينيا) ، الصومالي المجتمع تتكون أساسا من رجال الأعمال والأكاديميين والطلاب موجود أيضا في مصر.
وبالإضافة إلى ذلك, هناك التاريخية مجتمع الصوماليين في السودان . تتركز أساسا في شمال الخرطوم ، للجالية يتكون أساسا من الطلاب فضلا عن بعض رجال الأعمال. وفي الآونة الأخيرة ، الصومالي رجال الأعمال أيضا وضعت نفسها في جنوب أفريقيا ، حيث أنها توفر أكثر من تجارة التجزئة في المستوطنات غير الرسمية في جميع أنحاء Western Cape province.